# Апињано (Терамо)
Апињано (итал. Appignano) је насеље у Италији у округу Терамо, региону Абруцо.
Према процени из 2011. у насељу је живело 131 становника. Насеље се налази на надморској висини од 353 м.